# Чавес-и-Гонсалес, Луис
Луис Чавес-и-Гонсалес (исп. Luis Chávez y González, 24 января 1901 года, Эль-Розарио, департамент Кускатлан, Сальвадор — 27 марта 1987 года, Мехиканос, Сальвадор) — католический прелат, седьмой епископ и третий архиепископ Сан-Сальвадора с 1 сентября 1938 года по 3 февраля 1977 года, Слуга Божий.

## Биография
16 ноября 1924 года был рукоположён в священник. Служил в приходах города Илобаско, Сан-Хуан Кохутепеке и в храме Ла-Мерсед в Сан-Сальвадоре.
1 сентября 1938 года был назначен Римским папой Пием XI архиепископом Сан-Сальвадора. 12 декабря 1938 года был рукоположён в епископы ординарием епархии Сан-Мигеля Хуаном Антонио Дуэньяс-и-Аргумедо в сослужении с епископом Санта-Аны Сантьяго Рикардо Виланова-и-Мелендесом и епископом Лос-Альтос Кесальтенанго-Тотоникапана Хорхе Гарсиа-Кабальеросом.
Принимал участие в создании Центрально-Американской конференции католических епископов. В 1942 году организовал Евхаристический конгресс, посвящённый столетию архиепархии Сан-Сальвадора. Основал главную семинарию в Сан-Сальвадоре. Поддерживал иезуитов Рутилио Гранде и Хосе Инисенсио Аласа в их деятельности по распространению «теологии освобождения». Написал 52 пастырских посланий, которые стали основой социальной деятельности в архиепархии.
Участвовал во Втором Ватиканском соборе.
3 февраля 1977 года подал в отставку. Скончался 27 марта 1987 года в Мехиканосе. Похоронен в соборе Святого Спасителя в Сан-Сальвадоре.
Прославление
В июне 2001 года в архиепархии Сан-Сальвадора начался процесс причисления Луиса Чавес-и-Гонсалеса к лику блаженных.